# Peter Thomsen
Peter Thomsen (Flensburg, 4 de abril de 1961) é um ginete de elite alemão. bicampeão olímpico do CCE por equipes. 

## Carreira
Peter Thomsen representou seu país nos Jogos Olímpicos de 2008 e 2012, na qual conquistou no CCE por equipes a medalha de ouro, em 2008 e 2012. 